# 笹山隆
笹山 隆（ささやま たかし、1930年8月28日 - 2018年11月4日）は、英文学者、関西学院大学名誉教授。大阪大学文学部卒業。ハーヴァード大学大学院留学。関西学院大学教授を経て名誉教授。1983年『ドラマと観客』で河竹賞受賞。エリザベス朝、ジャコビアン朝英国演劇が専門。

## 著書
- 『ドラマと観客 観客反応の構造と戯曲の意味』（研究社出版 1982年）
- 『エリザベス朝演劇 伝統とヴィジョン』（山口書店 1982年）
- 『甲山日記抄 入相の想念』（冬扇社 2001年）
- 『ドラマの受容 シェイクスピア劇の心象風景』（岩波書店 2003年）

編著
- 『ハムレット読本 作品をめぐる評論と創作』（岩波書店 1988年）

## 翻訳
- チャールズ・モーガン『鏡に映る影』矢本貞幹共訳 南雲堂 1958年）
- （トマス・ミドルトン、ウィリアム・ロウリー『チェインジリング』「世界文学大系」筑摩書房 1963年）
- アンリ・フリュシェール『シェイクスピア エリザベス朝の劇作家』（研究社出版 1969年）
- シェイクスピア『オセロー』（編注）大修館書店 （大修館シェイクスピア双書）1989年）
- コングリーヴ『世の習い』（岩波文庫 2005年）